# Йохан Германс
Йоган Германс (англ. Johan Hermans; нар. 1956) — британський ботанік, що спеціалізується на орхідеях, почесний науковий співробітник Королівських ботанічних садів, К'ю. Його праця «Орхідеї Мадагаскару» (Orchids of Madagascar), що опублікована у другому виданні у 2007 році, визнана як «сучасна класична праця» з ботаніки. Він отримав п'ять золотих медалей на Всесвітніх конференціях орхідей і отримав майже 100 нагород від Комітету орхідей Королівського садівничого товариства.
Вид Gastrodia agnicellus, який він описав у 2020 році, був названий «найпотворнішою орхідеєю у світі» і одним із «Топ 10 видів, нових для науки у 2020 році».